# Gastrotheca gracilis
Espèce
Statut de conservation UICN

 EN  : En danger
Gastrotheca gracilis est une espèce d'amphibiens de la famille des Hemiphractidae.

## Répartition
Cette espèce est endémique d'Argentine. Elle se rencontre dans les provinces de Tucumán, de Catamarca et de Salta entre 1 500 et 2 000 m d'altitude sur le versant Est des sierras de Aconquija, de Medina et de Taficillo.

## Publication originale
- Laurent, 1969 : Una segunda especie del genero Gastrotheca Fitzinger en Argentina. Acta Zoologica Lilloana, vol. 25, p. 145-148.